# Az év svéd labdarúgója
Guldbollen, (Aranylabda), díjat az Aftonbladet bulvárnapilap és a Svéd labdarúgó-szövetség adja a legjobb svéd férfi labdarúgójának minden évben. A díj női megfelelője a Diamantbollen.

## Nyertesek listája

### 1940-es évek
- 1946 – Gunnar Gren
- 1947 – Gunnar Nordahl
- 1948 – Bertil Nordahl
- 1949 – Knut Nordahl

### 1950-es évek
- 1950 – Erik Nilsson
- 1951 – Olle Åhlund
- 1952 – Kalle Svensson
- 1953 – Bengt Gustavsson
- 1954 – S-O Svensson
- 1955 – Gösta Löfgren
- 1956 – Gösta Sandberg
- 1957 – Åke 'Bajdoff' Johansson
- 1958 – Orvar Bergmark
- 1959 – Agne Simonsson

### 1960-as évek
- 1960 – Torbjörn Jonsson
- 1961 – Bengt Nyholm
- 1962 – Prawitz Öberg
- 1963 – Harry Bild
- 1964 – Hans Mild
- 1965 – Bo Larsson
- 1966 – Ove Kindvall
- 1967 – Ingvar Svahn
- 1968 – Björn Nordqvist
- 1969 – Tommy Svensson

### 1970-es évek
- 1970 – Jan Olsson
- 1971 – Ronnie Hellström
- 1972 – Ralf Edström
- 1973 – Bo Larsson
- 1974 – Ralf Edström
- 1975 – Kent Karlsson
- 1976 – Anders Linderoth
- 1977 – Roy Andersson
- 1978 – Ronnie Hellström
- 1979 – Jan Möller

### 1980-as évek
- 1980 – Rolf Zetterlund
- 1981 – Thomas Ravelli
- 1982 – Torbjörn Nilsson
- 1983 – Glenn Hysén
- 1984 – Sven Dahlkvist
- 1985 – Glenn Strömberg
- 1986 – Robert Prytz
- 1987 – Peter Larsson
- 1988 – Glenn Hysén
- 1989 – Jonas Thern

### 1990-es évek
- 1990 – Tomas Brolin
- 1991 – Anders Limpar
- 1992 – Jan Eriksson
- 1993 – Martin Dahlin
- 1994 – Tomas Brolin
- 1995 – Patrik Andersson
- 1996 – Roland Nilsson
- 1997 – Pär Zetterberg
- 1998 – Henrik Larsson
- 1999 – Stefan Schwarz

### 2000-es évek
- 2000 – Magnus Hedman
- 2001 – Patrik Andersson
- 2002 – Fredrik Ljungberg
- 2003 – Olof Mellberg
- 2004 – Henrik Larsson
- 2005 – Zlatan Ibrahimović
- 2006 – Fredrik Ljungberg
- 2007 – Zlatan Ibrahimović
- 2008 – Zlatan Ibrahimović
- 2009 – Zlatan Ibrahimović

### 2010-es évek
- 2010 – Zlatan Ibrahimović
- 2011 – Zlatan Ibrahimović
- 2012 – Zlatan Ibrahimović
- 2013 – Zlatan Ibrahimović
- 2014 – Zlatan Ibrahimović
- 2015 – Zlatan Ibrahimović
- 2016 – Zlatan Ibrahimović
- 2017 - Andreas Granqvist
- 2018 - Victor Lindelöf
- 2019 - Victor Lindelöf

### 2020-as évek
- 2020 – Zlatan Ibrahimović
- 2021 – Emil Forsberg
- 2022 – Dejan Kulusevski
- 2023 – Dejan Kulusevski